# Paratalanta hyalinalis
Paratalanta hyalinalis là một loài bướm đêm thuộc họ Crambidae. Nó được tìm thấy ở châu Âu.
Sải cánh dài 28–35 mm . Con trưởng thành bay từ tháng 6 đến tháng 7 tùy theo địa điểm.
Ấu trùng ăn Nettle, Verbascum thapsus và Centaurea jacea.

## Hình ảnh

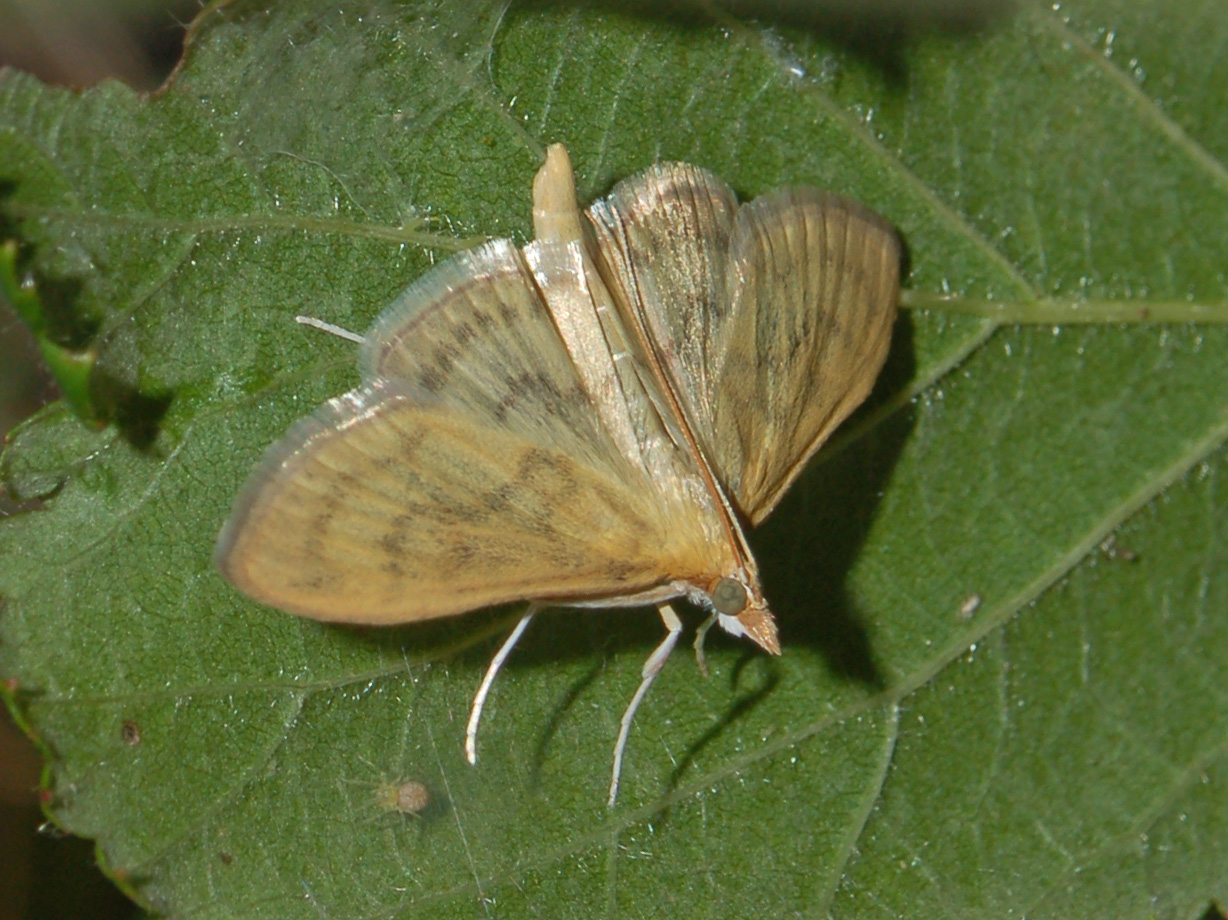